# Willem Lust

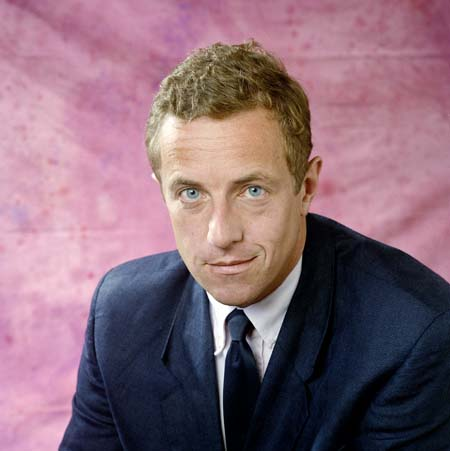
Willem Lust in 1992

Willem Lust (Zaandam, 21 december 1956) is een Nederlands journalist, onder andere bekend van het televisieprogramma NOVA. Hij werkt nu bij Nieuwsuur.
Lust begon zijn journalistieke carrière bij Het Financieele Dagblad. Na zijn loopbaan bij de schrijvende pers werkte hij onder meer als bureauredacteur en verslaggever bij het NOS Journaal.
In de jaren negentig werkte hij voor RTL Nieuws en deed verslag van onder meer de Bijlmerramp, de Golfoorlog en de conflicten in Kroatië, Bosnië/Val van Srebrenica, Albanië, Libanon en het Grote Merengebied in Afrika.
Vanaf 1999 werkt Lust als verslaggever-presentator bij NOVA. Naast onderwerpen over financiën en economie versloeg hij gebeurtenissen als verkiezingen, de vuurwerkramp in Enschede en de oorlogen in Kosovo en Afghanistan. Van januari 2007 tot januari 2011, toen Tom Kleijn hem als zodanig opvolgde, was Lust in New York correspondent voor NOVA en later Nieuwsuur.
Willem Lust is getrouwd.